# 俄羅斯的奧爾加·尼古拉耶芙娜 (1822年—1892年)
奧爾加·尼古拉耶芙娜（俄語：Ольга Николаевна，1822年9月11日—1892年10月30日），符騰堡王后，俄羅斯沙皇尼古拉一世的次女。

## 生平
1846年，奧爾加·尼古拉耶芙娜與表弟符騰堡的卡爾王儲結婚。由於卡爾是一名同性戀，兩人沒有任何子女。卡爾的父親威廉一世於1864年去世後，卡爾和奧爾加成為符騰堡國王與王后。
奧爾加·尼古拉耶芙娜致力於公益活動；她支持女子教育、贊助兒童醫院，並幫助退伍軍人和身心障礙者。這些慈善事業使奧爾加·尼古拉耶芙娜相當受到符騰堡民眾的歡迎。
1872年，英裔澳大利亞探險家恩斯特·基勒斯在贊助人費迪南德·馮穆勒的建議下，將他在澳洲中部發現的巨型岩石命名為「奧爾加山」，即現今的卡塔丘塔。
奧爾加·尼古拉耶芙娜於1892年去世，享年70歲。